# 男はつらいよ 寅次郎純情詩集
『男はつらいよ 寅次郎純情詩集』（おとこはつらいよ とらじろうじゅんじょうししゅう）は、1976年12月25日に公開された日本映画。『男はつらいよ』シリーズの18作目。同時上映は郷ひろみ主演の『おとうと』。

## あらすじ
寅次郎が旅先で見る夢は映画『カサブランカ』の世界であり、「アラビアのトランス」と名乗る寅次郎は、酒場で兄を探すさくらと出会うが、寅次郎を追う警察と銃撃戦になり、アラン・ドロン風のセリフを言って去っていく(『カサブランカ』とも『アラビアのロレンス』とも異なり字幕付きフランス語劇で始められ、珍しい渥美と倍賞のフランス語が見られる。ただし冒頭数語だけ）。
旅先からふらりと帰ってきた寅次郎は、満男の小学校の産休代替講師・雅子先生（檀ふみ）を見て、娘くらい年の離れた彼女に一目惚れ。家庭訪問のはずなのに雅子を相手に勝手に出しゃばった寅次郎に対して博が激怒し、皆が同調したため、寅次郎はとらやを飛び出ていく。さらに寅次郎は、旅先の長野県上田市別所温泉で、かつて知り合った旅芸人一座と再会して大いに盛り上がり、金が無いのに見栄を張って気前よく振る舞ったため、無銭飲食で警察に留置され、さくらが引き取りに向かうことになる。再びとらやの面々に迷惑をかけ、さすがのさくらも呆れ果てる。
とらやに戻った寅次郎だが、なおもふざけた態度をとり続けてしまい、さくらを始めとした家族にたしなめられる。さくらが「仮によ、あの先生にきれいなお母さんがいたとして、その人をお兄ちゃんが好きになったとしたら、私たち誰も文句なんか言わないわ。お兄ちゃんはそれくらいの歳なのよ」と言ったところ、そこへ雅子に連れられて彼女の母親・綾（京マチ子）がとらやに来る。思わぬお墨付きを寅次郎に与えてしまった形のさくらは絶句し、その懸念通り、寅次郎は綾にゾッコンになってしまう。
綾は、おばちゃんが「柳生様のお嬢様」と呼ぶほどの柴又の名門の出身なのだが、幼少時代の寅次郎やさくらのことも知っていて、再会を喜ぶ。遊びにいらしてねと言われ、綾の家に通い詰める寅次郎は、長い病院生活を終えて退院した綾の寂しさを紛らわせる。どこか世間知らずな綾は、寅次郎の優しさと奔放さに惹かれていく。ところが、ある日学校を訪れたさくらは、雅子から母は余命僅かであると知らされ、愕然とする。
とらやに招かれた綾と雅子は、温かいもてなしを受ける。様々な話題で盛り上がる中で、「自分の手で1円も稼いだことがない」という綾がやるにふさわしい店の話になり、脳天気に様々な店を提案し合う人びとの中で、綾の病状を知る雅子とさくらの二人は複雑な表情を浮かべる。さくらは、寅次郎の綾への献身を全力で応援する気持ちになっていた。「他人の噂なんてどうだっていいじゃない」と寅次郎の背中を押し、具合の悪くなった綾が食べたがっているから早く作れと寅次郎が言う芋の煮っ転がしを慌てて作ろうとするが、間に合わなかった。
綾の葬儀を終え、産休代替講師としての任務が終了したこともあって、綾と住んでいた家を引き払おうとする雅子を、寅次郎が訪ねる。雅子は、「誰にも愛されたことのない寂しい生涯だったけど、でもその最後に、たとえ一月でも、寅さんっていう人がそばにいてくれて、お母さまどんなに幸せだったか」と寅次郎への感謝の気持ちを述べ、涙する。寅次郎は、柴又駅でのさくらとの別れ際、例の綾にふさわしい店の話をする。「花屋よ。あの奥さんが花の中に座っていたら似合うぞ。面倒なことは一切俺がやるんだよ」、「このことが本当になっていたとしたら、俺も渡世人稼業ぷっつり足洗ってよ、そん時こそお前が言うように、あのとらやでゆっくり正月過ごすことができたんだよな」と言う寅次郎にさくらは涙ぐみ、綾にその話を聞かせてあげたかったと言う。寅次郎は電車に乗り、いつになく晴れ晴れとした表情で去って行く。
正月になり、綾に最後まで献身的に尽くし、寅次郎とも仲が良かった住み込み家政婦のおばあちゃんが、孫に連れられ、とらやを訪れる。雅子からも、とらやの人びとの優しい心遣いに感謝するハガキが来ていた。その頃、寅次郎は新潟・六日町に転勤した雅子のもとを訪ね、銀世界の中、満面の笑みで再会を祝すのであった。

## キャスト
- 車寅次郎：渥美清
- 諏訪さくら：倍賞千恵子
- 柳生雅子：檀ふみ
- 車竜造（おいちゃん）：下條正巳
- 車つね（おばちゃん）：三崎千恵子
- 諏訪博：前田吟
- 桂梅太郎（タコ社長）：太宰久雄
- 源公：佐藤蛾次郎
- 諏訪満男：中村はやと
- 座長(坂東鶴八郎)：吉田義夫
- 座員(坂東文次郎)：谷村昌彦
- 婆やの孫：赤塚真人
- 座員：星清子
- 渡辺巡査：梅津栄
- 柳生家の婆や：浦辺粂子
- 印刷工 : 笠井一彦
- 座員(立女役者) : 志馬琢哉
- 座員：大杉侃二郎
- 奥野巡査：城戸卓
- いづみ屋の仲居：谷よしの
- 大空小百合：岡本茉利
- 印刷工 : 羽生昭彦
- 印刷工 : 木村賢治
- 印刷工 : 長谷川英敏
- 葬儀の参列者 : 村上記代
- 葬儀の参列者 : 倉橋順子
- 統一劇場
- 御前様：笠智衆
- 柳生綾[3]：京マチ子 [4]
- 満男の正規の担任 : 橋浦総子（ノンクレジット）
- 根津神社の警官：永六輔（ノンクレジット）

## ロケ地
- 長野県上田市（中塩田駅、別所温泉駅、旧別所村役場(別所警察署として撮影)、北向観音、塩田平前山寺、塩野入神社）、北佐久郡立科町牛鹿
- 東京都葛飾区柴又(綾の家)、水元公園、金町(日本キリスト教団金町教会)
- 新潟県（南魚沼市清水分校）

佐藤(2019)、pp.623-624より。

## エピソード
- 本作のエンディングはシリーズには珍しく雪のシーンで終わっている。
- DVD収録の特典映像、予告編では以下のような本編とは違う別バージョンが使用されている。
  - とらやで食事をしているシーンで寅がみんなから無視をされているシーン。
  - 寅がさくらに「先生の母上であれば」と諭されるシーンのカメラ割と台詞が、寅のセリフが「年頃」が「年恰好」など一部変更されている。
  - 寅が渋柿を食べて吐き出すシーンと、綾が花を持っているシーン。寅が土手を歩いているシーン。
  - 特報では出演者全員でリハーサル(本読み)をしているシーンと、本編冒頭の映画撮影をしているシーンをさらに山田組が撮影しているシーンが挿入されている。
- 黒柳徹子は1977年の元日に本作を渥美と共に映画館で見ており、トットてれび第6話「私の兄ちゃん・渥美清」でも描かれている。
- 主題歌の２番の歌詞は、『寅次郎夕焼け小焼け』のものと同じである。
- 源が見当たらないため御前様が鐘を撞く珍しいシーンがある。
- 使用されたクラシック音楽
  - ロベルト・シューマン作曲『子供の情景』作品15から第7曲『トロイメライ（夢）』弱音器のバイオリンとピアノ
  - ジュゼッペ・ヴェルディ作曲 歌劇『椿姫』第1幕から『ああ、そは彼の人か』楽器のみ
  - フレデリック・ショパン作曲『夜想曲（ノクターン）変ホ長調 作品9-2』
  - スティーブン・フォスター作曲、津川主一詞『スワニー河の歌（故郷の人々）』
    - 思い出の流れの彼方に／懐かしの同胞 今も住めり／幾山河を越え 流離う／この身にも慕わし 我が故郷

  - スコットランド民謡『故郷の空』ハーモニカ
  - 讃美歌320番『主よ身許に近づかん』
    - 主よ御許に近づかん／登る道は十字架に／ありともなど悲しむべき／主よ御許に近づかん

  - ジェームズ・ロード・ピアポント作詞作曲「ジングルベル」

## スタッフ
- 監督・原作：山田洋次
- 脚本：山田洋次、朝間義隆
- 製作：名島徹
- 音楽：山本直純

## 記録
- 観客動員：172万6000人[5]
- 配給収入：10億8600万円（1977年邦画配給収入第6位）[6]（10億1000万円[5]とも）
- 上映時間：103分

## 平均視聴率
- テレビ朝日『日曜洋画劇場』
  - 1983年10月16日：27.2%（歴代8位）
  - 1989年12月17日：28.6%（歴代6位）

ビデオリサーチ調べ、関東地区